# Dionizy Tanalski
Dionizy Tanalski (ur. 8 października 1928 w Witowie) – polski filozof, profesor nauk humanistycznych, nauczyciel akademicki Wyższej Szkoły Nauk Społecznych przy KC PZPR (przemianowanej na Akademię Nauk Społecznych) i innych uczelni, specjalista w zakresie filozofii człowieka, filozofii katolickiej, filozofii marksistowskiej, filozofii społecznej.

## Życiorys
W 1955 ukończył studia filozoficzne na Uniwersytecie Warszawskim. W 1966 w Wyższej Szkole Nauk Społecznych przy KC PZPR uzyskał stopień naukowy doktora, zaś w 1976 w tej uczelni uzyskał stopień naukowy doktora habilitowanego. Tytuł naukowy profesora nauk humanistycznych otrzymał w 1987. Odbył staże naukowe w École pratique des hautes études w Paryżu (1966, 1978).
W latach 1960–1990 był wykładowcą Wyższej Szkoły Nauk Społecznych przy KC PZPR (w 1984 przemianowanej na Akademię Nauk Społecznych), w latach 1990–1993 nauczycielem akademickim Wyższej Szkoły Teatralnej w Warszawie, w latach 1993–1999 Uniwersytetu Marii Curie-Skłodowskiej w Lublinie, a w 2000 – Wyższej Szkoły Pedagogicznej TWP w Warszawie.
W latach 1986–1990 zajmował stanowisko redaktora naczelnego czasopisma „Studia Filozoficzne”.

## Nagrody
- Nagroda im. Ludwika Waryńskiego (1987) za książkę "Bóg, człowiek i polityka. Człowiek w teorii Jana Pawła II" (Książka i Wiedza, 1986)[3]